# 野村眞康
野村 眞康（のむら まさやす、1927年4月27日 - 2011年11月19日）は、日本の分子生物学者。カリフォルニア大学アーバイン校教授（Grace Bell Professor of Biological Chemistry）。理学博士。リボソームの構造と機能の研究で知られる。

## 略歴
- 東京大学農学部農芸化学科卒業
- 1957年 東京大学にて理学博士
- 1957年からウィスコンシン大学等に留学。
- 1984年 カリフォルニア大学アーバイン校教授
- 2011年 カリフォルニアで死去。84歳没。

## 受賞歴等
- 1971年 米国科学アカデミー賞分子生物学部門
- 1972年 日本学士院賞
- 1978年 米国科学アカデミー外国人会員選出